# I’m Into You
«I’m Into You» — песня, записанная американской певицей Дженнифер Лопес, с её седьмого альбома Love? при участии рэпера Лил Уэйна. Песня написана Taio Cruz, Mikkel S. Eriksen, Tor Erik Hermansen, Dwayne Carter и спродюсирована StarGate.
«I’m Into You» была выпущена во многих странах 1 апреля 2011 года. Первоначально она должна была выйти в США и Канаде 5 апреля 2011 года, но песня была разблокирована и выпущена 1 апреля 2011 года, через кампанию на Facebook странице Лопес. Видеоклип на песню снимался в Чичен-Ица, Мексика. Съёмки стартовали 2 апреля 2011 года. Премьера клипа состоялась 2 мая 2011 года на «Today Show». В видео Лопес находится на пляже со своим возлюбленым, также есть сцены где она танцует с двумя бэк-вокалистками и гуляет по пирамидам Майя. Песня попала в «Billboard Hot 100», и достигла топ-10 в «UK Singles Chart».

## Позиции в чартах
Песня дебютировала с 40 позиции «UK Singles Chart» 14 мая 2011 года, исключительно из-за большого количества цифровых скачиваний, после релиза альбома. 11 июня песня поднялась до 10 позиции, став при этом 15 синглом достигшим топ-10.
21 мая песня дебютировала в «Billboard Hot 100» на 72 позиции, за счёт цифровых скачиваний после релиза альбома и видеоклипа. Кроме того, песня достигла топ-40 в нескольких странах Европы, таких как Испания, Франция, Бельгия, Норвегия и Италия.

## Список композиций
- Цифровая дистрибуция

1. «I’m Into You» (при участии Лил Уэйна) — 3:20

- Цифровая дистрибуция (international markets)

1. «I’m Into You» (при участии Лил Уэйна) — 3:54

- Digital Remixes EP

1. «I’m Into You» (Dave Audé Radio) — 3:54
2. «I’m Into You» (Low Sunday I’m Into You Radio) — 4:07
3. «I’m Into You» (Gregor Salto Hype Radio) — 3:20
4. «I’m Into You» (Dave Audé Club) — 7:01
5. «I’m Into You» (Low Sunday I’m Into You Club) — 6:25
6. «I’m Into You» (Gregor Salto Hype Club) — 5:10
7. «I’m Into You» (Dave Audé Dub) — 7:08
8. «I’m Into You» (Low Sunday I’m Into You Dub) — 6:25
9. «I’m Into You» (Gregor Salto Hype Dub) — 5:12